# Волнения уйгур (2008)
Волнения уйгур в 2008 году — череда инцидентов на этнической почве в Синьцзян-Уйгурском автономном районе (Восточный Туркестан) на западе Китая, которые начались в марте 2008 года.

## История
История конфликта в регионе уходит во времена Династии Цин, которая аннексировала эти территории в XVIII веке. Уйгуры, тюркоязычный народ, исповедующий ислам и проживающий в этом регионе наряду с другими тюркскими народами (казахами, киргизами), ираноязычными таджиками и этническими китайцами, включая исповедующих ислам, пытались в различное время, на всех стадиях формирования Китая получить независимость. Китайское центральное правительство стремилось обуздать рост движения за независимость и самоопределение. В последнее время власти объявили террористическими такие партии, как Хизб ут-Тахрир аль-Ислами (Исламская партия освобождения) и Исламское Движение Восточного Туркестана и приписали им ответственность за большинство волнений последних лет.
Протесты в марте 2008 в уездах Хотан и Каракаш Синьцзяна по времени совпали с аналогичными волнениями в соседнем Тибете, однако были вызваны в основном местными причинами, одной из которых была смерть в полицейском участке бизнесмена и мецената Муталлипа Хаджима.
Три причины послужили катализатором растянувших на несколько месяцев волнений: смерть Хаджима, запрет на ношение женщинами-мусульманками головных платков, а также информация об аналогичных волнениях в Тибете.

## Хронология событий
- Согласно сообщениям, 18 марта 2008, террористка подложила бомбу в городском автобусе в столице автономного района Урумчи. Этот факт не признан китайскими властями, однако информацию о нем распространила газета «International Herald Tribune».
- 23 марта 2008 — уйгурами были проведены антиправительственные выступления на западе Синьцзян-Уйгурского автономного района. Китайские власти обвинили в них сепаратистов, посчитав, что эти выступления были вдохновлены волнениями в Тибете. Вышедшие на улицы демонстранты собрались на базаре в Хотане. Информация об этих выступлениях властями блокируется: официальные лица хранят молчание, а работа СМИ в регионе сильно осложнена. В связи с этим поступавшая информация о погибших и пострадавших в ходе этих волнений не подтверждена ни властями, ни независимыми наблюдателями или СМИ.

Демонстрации возобновились с новой силой после смерти в полицейском участке богатого уйгура, торговца и филантропа Муталлипа Хаджима. Протестующие, которых было около 600 человек, провели несанкционированный марш в сторону автобусной станции. После присоединения к маршу других местных жителей, демонстрация проследовала к базару, где демонстранты были окружены полицией задержавшей приблизительно 400 человек. Газета «New York Times» сообщила, что демонстранты несли транспаранты с требованием независимости и скандировали соответствующие лозунги, после чего полиция применила силовые методы для их разгона.
- 23 марта и 24 марта 2008 — около тысячи человек вышли на улицы в знак протеста. Хотя протесты и совпали по времени с волнениями в Тибете, они были вызваны в основном местными причинами, в частности, запретом властями ношения головных платков женщинами-мусульманками.
- Полиция арестовала 70 человек (уйгуров) 3 апреля в Кашгаре.
- Жители городков и деревень около Кульджи, города в северо-западном Синьцзяне, сообщали, что приблизительно 25 уйгуров были арестованы 4 апреля за подозрение в организации терактов.
- 4 августа 2008 — двое боевиков ИДВТ осуществили нападение на полицейский пост около Кашгара. Они бросили два самодельных взрывных устройства и напали на полицейских с ножами, убив 16 и ранив еще 16 полицейских. (см. Террористический акт в Кашгаре (2008))
- 10 августа 2008 — из города Кучар поступили сообщения о взрывах и перестрелках. Взрывы произошли в различных отделениях полиции и офисных зданиях. 12 человек погибли, число раненых неизвестно.
- 12 августа 2008 — неизвестные с ножами напали на гражданских охранников в городе Яманья: погибло трое, судьба еще одного не известна.